# Manuel D. Piélago
Manuel Dámaso del Piélago Ávila fue un hacendado y político peruano. Fue propietario de la hacienda Río de La Virgen en el distrito de Chongos Bajo, provincia de Huancayo. Asimismo, ocupó la alcaldía de Huancayo y fue elegido senador por Junín.
En 1934 se fundó el diario local "La Prensa", la misma que se editó en la imprenta de propiedad de Manuel D. Piélago ubicada en la calle Arequipa de la ciudad de Huancayo. Entre 1938 y 1939, durante el gobierno del mariscal Oscar R. Benavides fue designado alcalde de Huancayo. En las elecciones de 1939 fue elegido como senador por Junín por la Concentración Nacional que postuló a Manuel Prado Ugarteche a la presidencia de la República.